# Rafael Climent
Rafael Climent González (Muro de Alcoy, Alicante, 27 de julio de 1960) es un político, filólogo y profesor español. Es Exconsejero de Economía sostenible, Sectores productivos, Comercio y Empleo de la Generalidad Valenciana.

## Biografía
Nació en el municipio alicantino de Muro de Alcoy en el año 1960. Es licenciado en Filología clásica y Magisterio por la Universidad de Valencia. Tras finalizar su formación universitaria comenzó a trabajar como profesor de instituto, donde ha permanecido durante numerosos años.
Rafael Climent inició su carrera política siendo miembro del partido Unitat del Poble Valencià, con el que se presentó a las Elecciones municipales de 1995 para la alcaldía de su pueblo natal, Muro de Alcoy, pero finalmente quedó en la oposición. En 1999 dejó su partido político y se unió al Bloque Nacionalista Valenciano (BLOC), con el que se volvió a presentar ese mismo año a la alcaldía y finalmente tras pactar un gobierno en coalición, el día 3 de julio fue investido por primera vez como Alcalde de Muro de Alcoy. Seguidamente tras presentarse a las Elecciones de 2003 y 2007, volvió a ganar obteniendo una mayoría absoluta, consiguiendo así doblar el número de regidores. Tras las Elecciones de 2011 logró gobernar pero esta vez con minoría.
Durante estos años, para las Elecciones generales de España de 2008 fue el candidato de Bloc-Iniciativa-Verds por la Circunscripción electoral de Alicante, pero no logró obtener representación en el Congreso de los Diputados.
Entre los años 2011 y 2015, fue el representante de Coalició Compromís en la Federación Valenciana de Municipios y Provincias y también fue el Presidente de la Mancomunidad de la Hoya de Alcoy y el Condado de Cocentaina.
Tras haberse presentado por la provincia de Alicante en la lista de BLOC-Compromís a las Elecciones autonómicas de 2015, logró un escaño como diputado de las Cortes Valencianas.
Asimismo debido a la coalición dada entre PSOE y Compromís, Ximo Puig fue investido como presidente y Mónica Oltra como Vicepresidenta de la Generalidad, siendo Rafael Climent nombrado como nuevo Consejero de Economía sostenible, Sectores productivos, Comercio y Empleo de la Generalidad Valenciana. Al ser nombrado consejero, tuvo que ser sucedido en la alcaldía de Muro de Alcoy por Francesc Valls Pascual.
Actualmente Rafael Climent, es además de consejero, presidente del Instituto Valenciano de Competitividad Empresarial.